# 白志貞
白 志貞（はく してい、生年不詳 - 787年）は、唐代の官僚・軍人。もとの名は琇珪。本貫は太原府太原県。

## 経歴
胥吏から身を立て、節度使の李光弼に仕えた。李光弼に深く信任されて、軍中の決定に参与した。李光弼の死後、代宗に司農寺少卿として取り立てられ、司農寺卿に進んだ。司農寺に十数年勤務した。徳宗に召し出されて語り合い、引き立てられてその腹心となった。神策軍使・検校左散騎常侍となり、御史大夫を兼ね、志貞の名を賜った。
建中4年（783年）、李希烈が汝州を攻め落とすと、志貞は京城召募使をつとめた。ときに尚父の郭子儀や端王傅の呉仲孺は唐の朝廷の召募が性急であるのを恐れて、自らの子弟に奴客を率いさせて従軍させるよう上表した。徳宗はこれを称賛して、かれらの子弟に五品官を授けた。このことから志貞は節度使・観察使・団練使などの子弟を武装して従軍させ、官を与えるよう請願した。当時の豪家の不肖の子たちはこの施策を幸いとし、貧しく知恵のある者はこの施策に苦しんだ。このため長安の人心は動揺し、家室を保てなくなった。禁軍の人員募集の事務は全て志貞に委ねられた。禁軍と神策軍が長安の応援に赴き、ほぼ全滅したが、そのことは奏聞されなかった。いずれも長安の商売人たちでその欠員は埋められた。涇原の軍が反乱を起こして長安に攻め入ると、志貞は神策軍を率いて反乱軍を防いだ。令狐建が龍武軍400人を率いて徳宗に従って奉天に入ると、志貞は行在都知兵馬使となった。
李懐光がやってくると聞くと、志貞はその罪を暴かれるのを恐れて、盧杞とともに李懐光の入朝を阻止した。しかし志貞は盧杞とともに弾劾され、恩州司馬に左遷された。貞元2年（786年）、果州刺史とされたが、宰相の李勉と諫官たちが志貞と盧杞の罪が等しく、まだ任用するべきではないと上表したため、その人事は認められなかった。貞元3年（787年）、潤州刺史に転じ、御史大夫を兼ね、浙西観察使をつとめた。この年の6月、死去した。

## 伝記資料
- 『旧唐書』巻135 列伝第85
- 『新唐書』巻167 列伝第92